# Jas Kayser
Jas Kayser (* um 1996) ist eine britische Jazzmusikerin (Schlagzeug, Komposition).

## Leben und Wirken
Kayser entdeckte zufällig auf einem Kinderfest das Schlagzeugspiel und erhielt dann an der Wells Cathedral School in Somerset Unterricht, wo sie im Alter von elf Jahren auf klassisches Schlagwerk, Jazzpiano und Vibraphon erweiterte. Weiterhin gehörte sie dem National Childrens’ Wind Ensemble und dem National Youth Jazz Collective an. Als sie die Hauptschule verließ, wurde sie als landesweit bestbenotete Abgängerin im Schlagzeugspiel ausgezeichnet. Mit 16 Jahren wechselte sie auf die Purcell School of Music im Nordosten von London, wo sie weiterhin klassisches Schlagwerk studierte, obgleich der Jazz ihr Schwerpunktfach wurde. Sie besuchte zudem die Jazzakademie von Julian Joseph. Während ihrer Zeit bei Purcell erreichte sie das Halbfinale des BBC Young Jazz Musician und erhielt ein Vollstipendium im amerikanischen Boston. Dort studierte sie am Berklee College of Music bei Terri Lyne Carrington, Danilo Perez, Ralph Peterson und Neal Smith, wo sie zunächst mit dem Bachelor, dann dem Master abschloss. Sie interessierte sich für die Gemeinsamkeiten von Jazz und Afrobeat und entwickelte auf dieser Basis ihren eigenen Sound und ihre Kompositionen. Außerdem tourte sie in dieser Zeit durch Amerika und spielte Schlagzeug in einer Indie-Rock-Band namens The Furies, mit der sie eine EP Omens veröffentlichte.
Kayser arbeitete in den Bands von Nubya Garcia, Ashley Henry und Jorja Smith sowie in der Bigband von Ralph Peterson. Auch spielte sie Schlagzeug an der Seite von Lenny Kravitz im Video zu seinem Song „Low“. 2025 begleitete sie Lenny Kravitz auf seiner Blue Electric Light Tour durch Europa. Mit ihrer eigenen Band trat sie beim Jazz Re:Fest 2020 Online, dem London Jazz Festival 2019, dem RISE Konzert in Boston als Support von Terri Lyne Carrington und dem Panama Jazz Festival ebenso wie in Ronnie Scott’s Jazz Club auf.
Kayers Debüt-EP Unforced Rhythm of Grace wurde von BBC Radio 4, Jazz FM, Jazzwise, Clash Music und Jamie Cullum vorgestellt. 2022 folgte ihre EP Jas 5ive. Weiterhin ist sie mit Jacques Schwarz-Bart, Donald Harrison und Luciana Souza aufgetreten. Sie ist zudem auf dem Album Plunderphonia von Giacomo Smiths Kansas Smitty’s und auf Alex Hitchcocks Album Dream Band (Fresh Sound New Talent 2021) zu hören. 
Kayser wurde bei den Parliamentary Jazz Awards 2021 als Newcomer des Jahres ausgezeichnet. Sie lebt aktuell in London und Panama-Stadt.